# Senegalia nigrescens
Senegalia nigrescens, llamado knobthorn en inglés, es una especie de árbol africano de la familia Fabaceae.
Tiene hojas caducas, y alcanza 18 m de altura, crece en las sabanas del África Occidental hasta el sur de África. Es una especie resistente a la sequía, pero no a las heladas y su madera dura es resistente a las termitas.
Las jirafas a menudo se alimentan de las flores y follaje de este árbol, mientras que sus vainas con semillas y el follaje son alimento de una variedad de mamíferos incluidos los elefantes.

## Galería

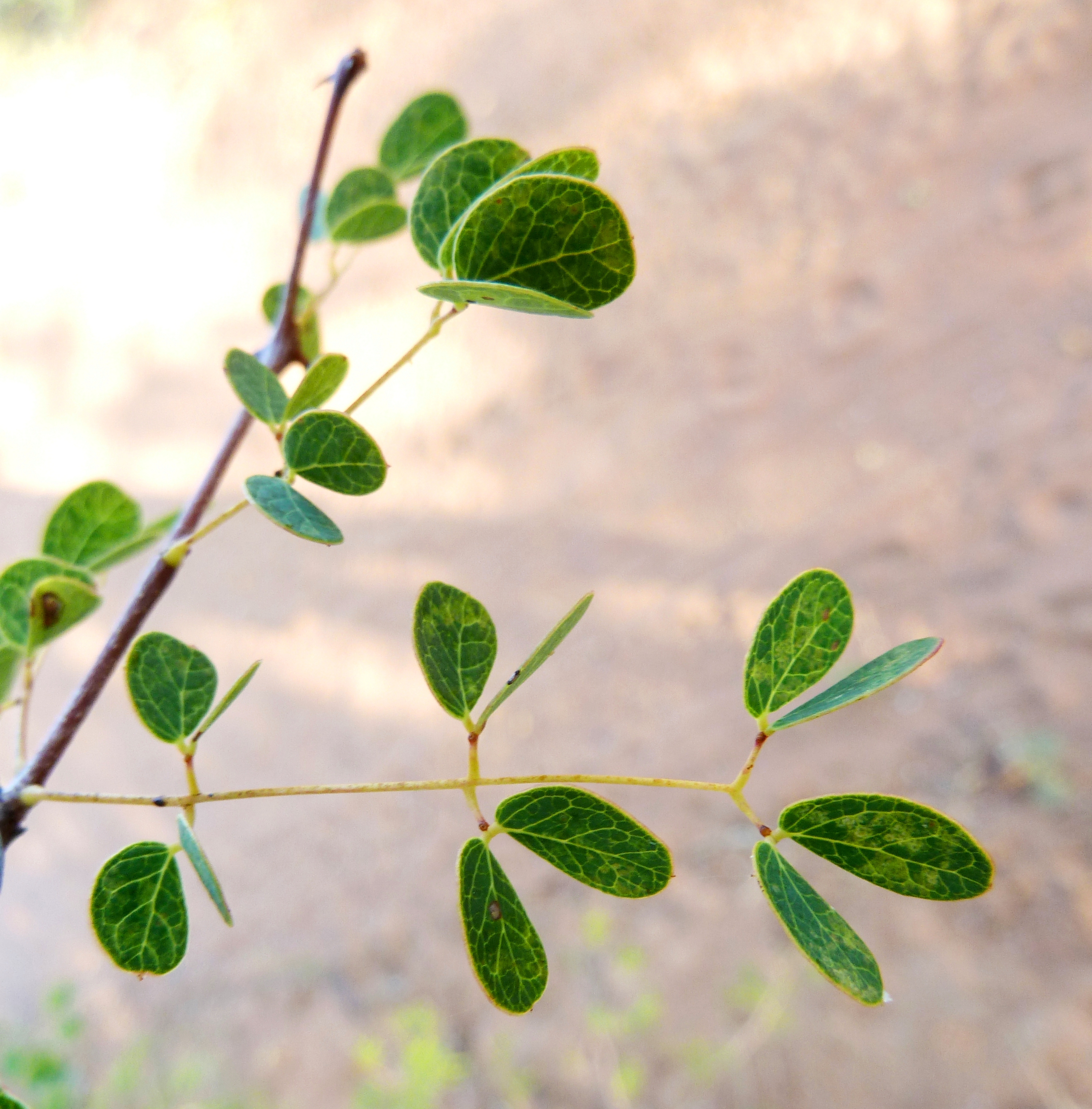
Hojas compuestas
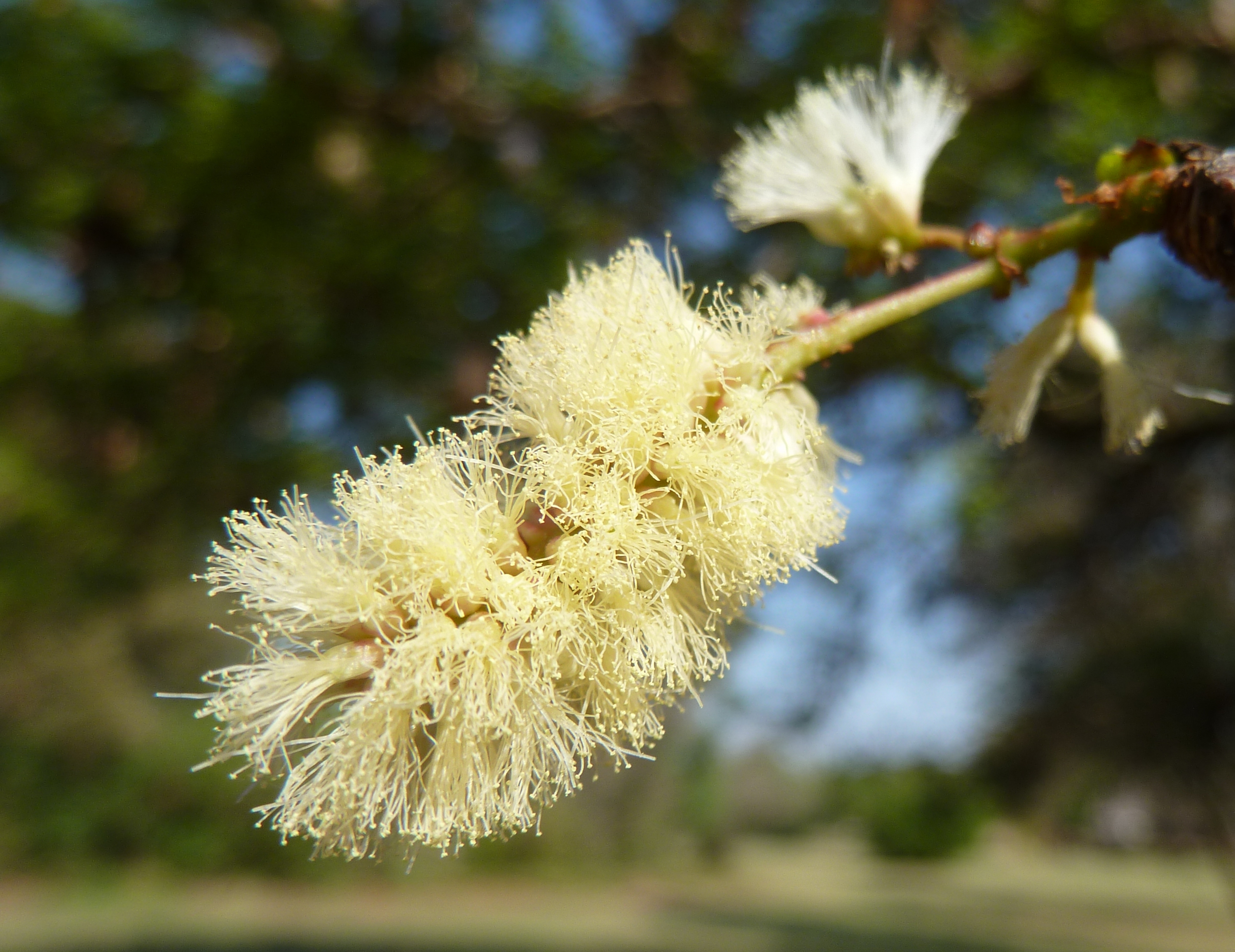
Inflorescencia
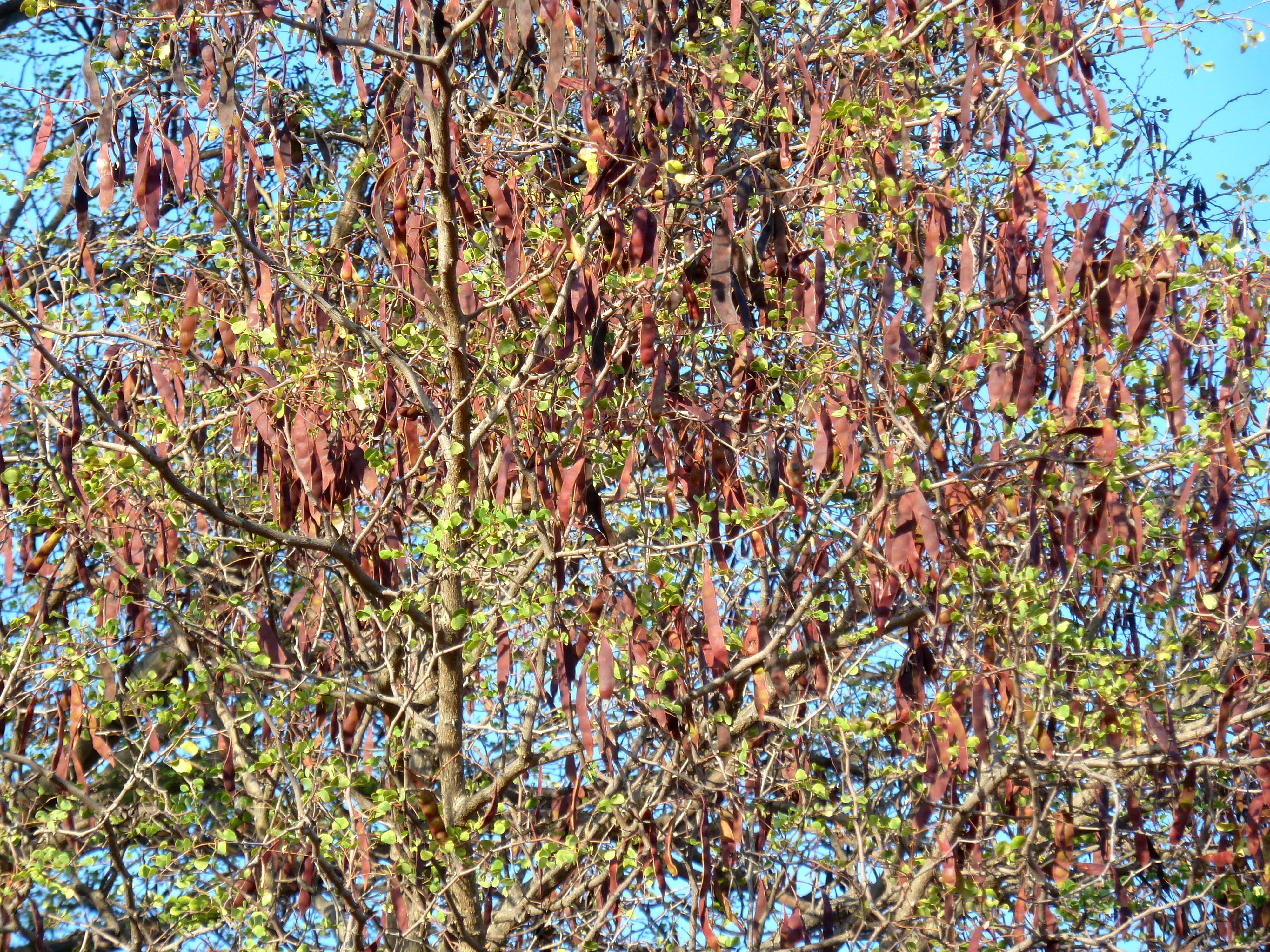
Vainas de semillas
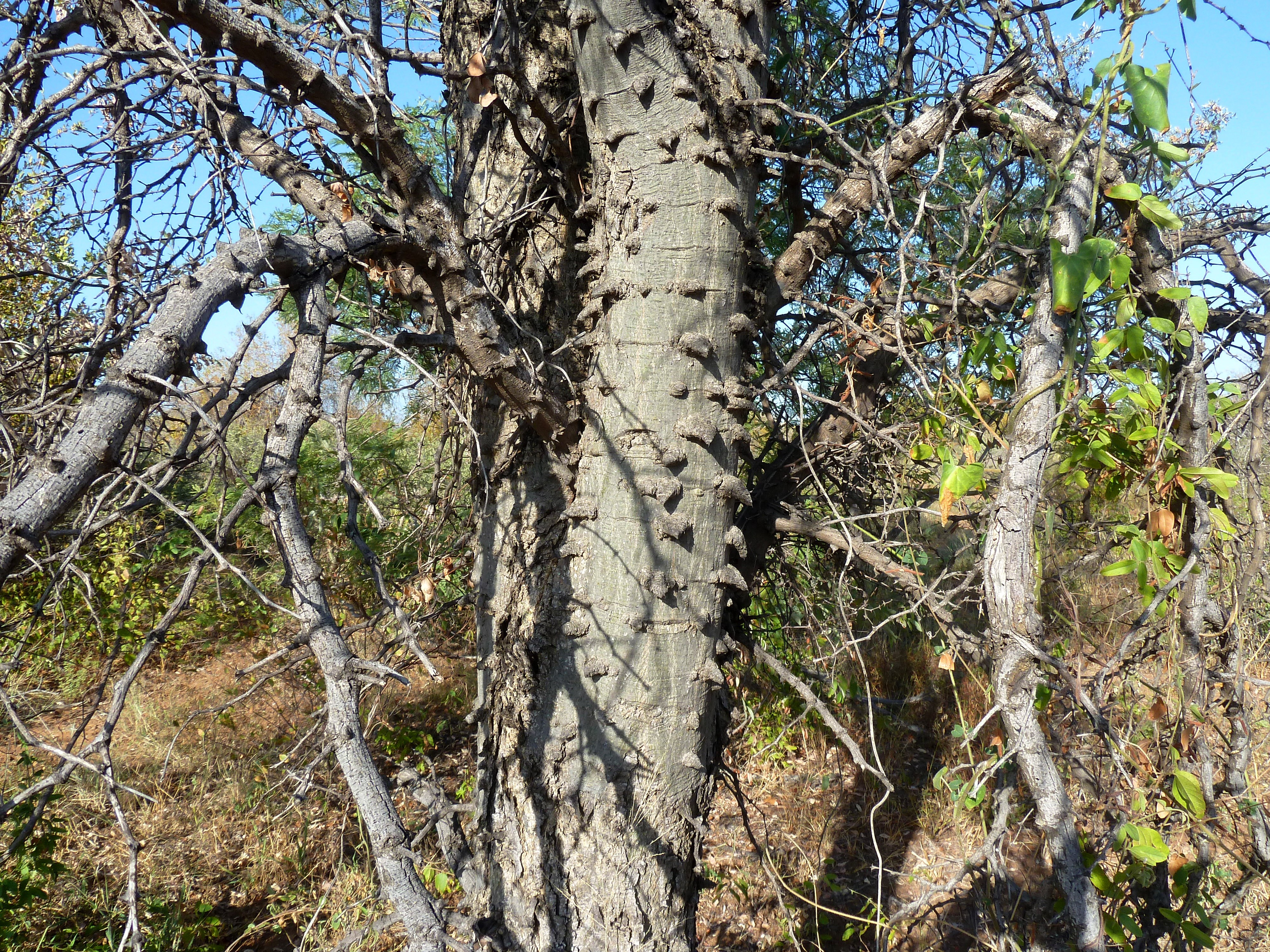
Corteza nudosa